# Sanculotti

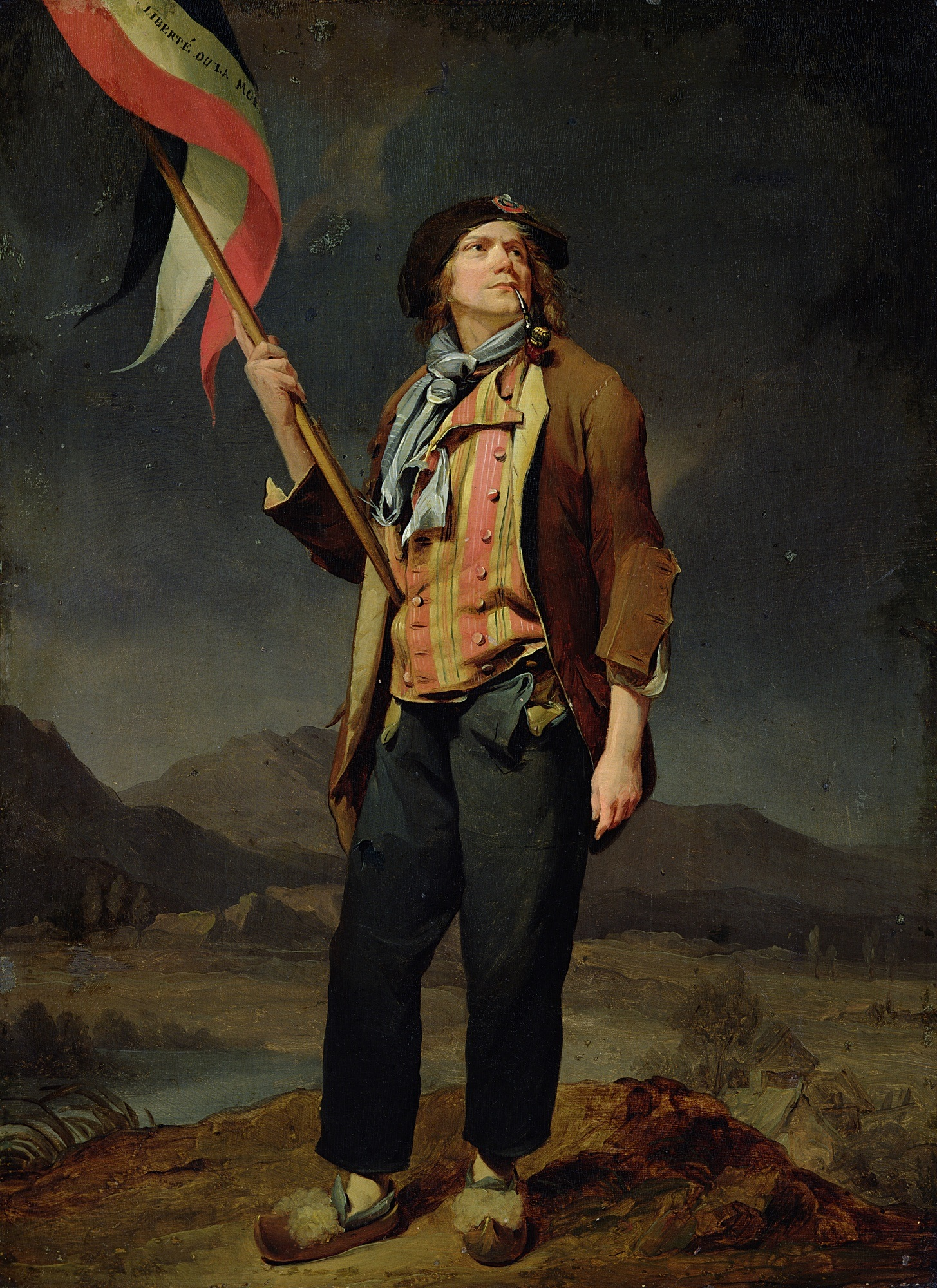
Louis-Léopold Boilly, Il costume da sanculotto, XVIII secolo

I sanculotti (adattamento del francese sans-culottes, "senza culottes") furono coloro che non portavano le culottes, i tipici pantaloni sotto il ginocchio regolarmente indossati dalla nobiltà e dall'alta borghesia durante l'Ancien Régime, per indicare, durante la rivoluzione francese, i più radicali tra i partigiani della rivoluzione a partire dal 1791, soprattutto a Parigi.
Il diverso abbigliamento adottato dai "patrioti" - soprattutto piccoli commercianti, impiegati, artigiani e operai - costituiva la precisa volontà di distinguersi dalle classi agiate, sottolineando i differenti obiettivi politici che li distanziavano tanto dai contro-rivoluzionari quanto dai più moderati sostenitori della Rivoluzione.
Con l'adozione del calendario repubblicano, 5 giorni complementari (6 negli anni bisestili) inseriti a fine anno vennero denominati giorni "sanculottidi" fino al 1795.

## L'abito del rivoluzionario
All'epoca dell'Ancien Régime chi non portava la culotte era dedito ai lavori manuali; il suo abbigliamento era caratterizzato dai pantaloni. Che fossero braccianti o tappezzieri presso Réveillon, tipografi, mobilieri oppure operai della manifattura dei Gobelins, tutti coloro che facevano parte dei sanculotti videro la Rivoluzione conferire una nuova dignità al proprio mestiere. Si trattava di una manifestazione evidente dello stravolgimento dei valori tradizionali: i privilegiati di un tempo, esentati dalla necessità del lavoro grazie ai propri natali, sino allora formati al disprezzo del lavoro manuale, erano ormai a loro volta oggetto di scherno e derisione.
I sanculotti si contrapponevano a chi indossava i calzoni corti e le calze di seta, diffondendo le abitudini democratiche come l'uso del "tu" e dell'appellativo di "cittadino". In un periodo più tardo gli eletti del terzo Stato si caratterizzarono per un abbigliamento austero, in stoffa nera e con il bicorno, in marcato contrasto con gli abiti sfarzosi dei rappresentanti della nobiltà e del clero, gli altri due ordini.
L'uso del pantalone fu appannaggio in un primo tempo dei candidati del terzo Stato agli Stati generali. In opposizione al Re e ai privilegi nobiliari, essi furono i redattori dei cahiers de doléances che vennero raccolti, catalogati e completati a Parigi nell'aprile del 1789. Oltre al pantalone, spesso a strisce tricolori, l'abito del sanculotto era costituito da una camicia e un gilet oppure da una giacca (la cosiddetta carmagnola), oltre agli zoccoli che ne indicavano l'appartenenza al popolo lavoratore. La rivendicazione della fine del suo stato di schiavitù era simboleggiata invece dal berretto frigio, un copricapo da lavoro usato in alcuni mestieri per proteggere la capigliatura, che rievocava le rivolte del XVII secolo e i liberti dell'antica Roma.
Le rappresentazioni iconografiche, diffuse in gran numero sotto forma di incisioni o di stampe vendute all'asta, rappresentavano un sanculotto idealizzato, dal corpo robusto, muscoloso e armonico, in netto contrasto con le mostruosità fisiche dei ceti privilegiati, di volta in volta simboleggiati da prelati obesi da sottoporre alla "dieta patriottica" o da nobili filiformi ed emaciati, da re in veste di maiale e da regine in veste di struzzo (grazie al gioco di parole tra autruche, struzzo, e Autrichienne, austriaca, la regina Maria Antonietta diventava l'Autruchienne), privi ormai di qualunque dignità e indegni di qualunque rispetto.
I sanculotti eletti agli Stati generali ripudiano i riferimenti alla nobiltà, in alcuni casi sino a storpiare i propri nomi: alcuni presero degli pseudonimi che richiamano la Repubblica romana, quali "Bruto" o "Gracco", altri il cognome "Leroy" (Re) "Laloi" (Legge), ecc.

## Lasans-culotterie

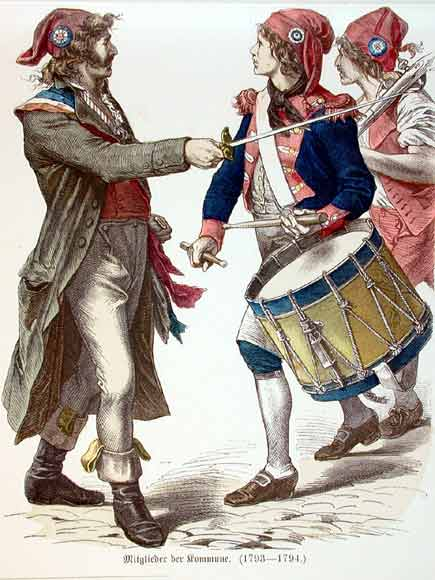
Sanculotti in una rappresentazione popolare (1789)

Furono i sanculotti a conquistare la Bastiglia.
Soprattutto a partire dal 1791, quando la fuga della famiglia reale a Varennes (20-26 giugno) e il massacro del Campo di Marte (17 luglio) ebbero dimostrato con evidenza che una parte delle élite si era schierata con la reazione, avallando il tradimento regale e ordinando di sparare sulla folla, i militanti delle sezioni parigine trasformarono il loro abbigliamento in manifesto politico contro il regime della monarchia costituzionale censuaria.
Dopo il 1792, i sanculotti adottarono una giacca corta con ampi bottoni, detta carmagnola.
Il teatro rivoluzionario (Sylvain Maréchal, Le Jugement dernier des rois, Il Giudizio universale dei re) rappresentò il sanculotto come simbolo dello spirito di giustizia della natura.
Il sanculotto trovava in effetti una delle ragioni della sua efficacia politica nel fascino rousseauiano che il lavoro manuale esercitava su molti pensatori illuministi. Lettori dell'Encyclopédie, debitori nei confronti dei sanculotti che avevano fatto la rivoluzione a Parigi e salvato l'Assemblea nazionale costituente, i capi politici della Rivoluzione segnarono il loro attaccamento sino alla caduta di Robespierre, imponendo durante il Terrore l'uso obbligatorio del "tu" paritario e abolendo il servile "voi".
Alcuni giornalisti seppero cogliere in modo egregio lo spirito di questo popolo combattente e rivoluzionario, ad esempio Jean-Paul Marat con il suo Ami du peuple e, su tutt'altro registro, Jacques-René Hébert con il Père Duchesne. Essi ne furono per lungo tempo i portavoce incontestati, più che le guide.
I sanculotti si riunivano sia nelle assemblee di sezione, sia nei cosiddetti club. Le prime, organismi di quartiere istituiti già nel 1790, erano destinate in principio ad accogliere i soli cittadini attivi; tuttavia, il ruolo fondamentale svolto da numerosi operai e piccoli artigiani, unito al fatto che essi erano rimasti armati dopo i fatti del 1789, diede anche a queste voce in capitolo.

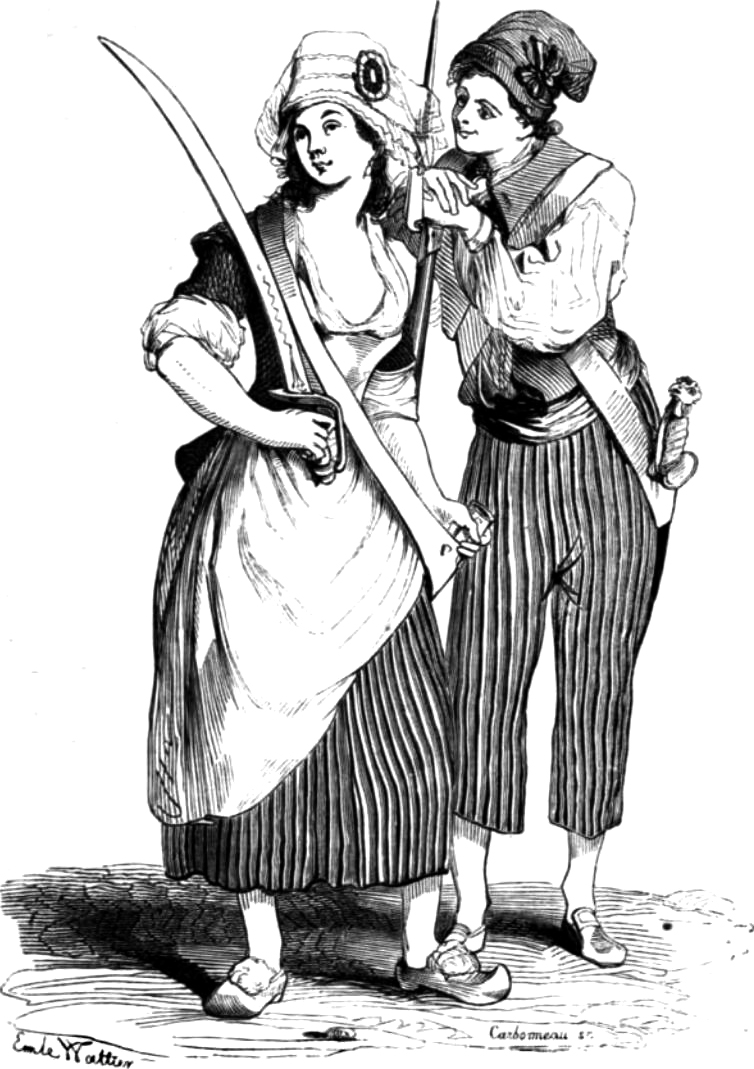
Due sanculotti
I vestiti maschili e femminili, in un'incisione del 1790

Furono però soprattutto i club — "Club dei Cordiglieri", Club de l'Évêché, Société fraternelle des deux sexes, Club helvétique — gli strumenti attraverso i quali i sanculotti fecero valere la propria influenza sulla vita politica. Il club de l'Évêché, derivato da quello dei Cordiglieri, ebbe un ruolo importante nella preparazione del 10 agosto, giorno della presa delle Tuileries e della caduta del trono. Dal settembre del 1792 il club dei giacobini aprì le porte ai cittadini più poveri, divenendo da quel momento il più importante luogo di riunione per i sanculotti.
Essi manifestavano le loro rivendicazioni attraverso petizioni di sezione, presentate per mezzo di delegati alle assemblee rappresentative (in un primo tempo l'Assemblea legislativa, quindi la Convenzione nazionale); vi furono quindi una serie di petizioni che invocavano l'arresto dei capi Girondini prima dell'insurrezione, dal 31 maggio al 2 giugno. Quest'ultima, la journée, era il secondo mezzo di azione.
Alla violenza armata si fece ricorso in numerose occasioni dal agosto 1792 fino alle vane rivolte del germinale e pratile dell'Anno III. I rivoltosi, appoggiati dai cannoni della Guardia nazionale cui appartenevano, facevano ricorso a minacciose dimostrazioni di forza per veder soddisfatte le proprie richieste. Il successo dell'iniziativa era legato tanto alla loro determinazione quanto alla capacità di resistere del potere politico; esso fu reale il 10 agosto o il 2 giugno, nullo nel periodo della Convenzione di termidoro.
I sanculotti ebbero parte attiva anche nei massacri di settembre organizzati dal Comune di Parigi.
Con l'istituzione dei comitati di sorveglianza nel 1792 e 1793, i sanculotti ebbero a disposizione un terzo strumento di pressione sul potere politico. La polizia e i tribunali ricevettero migliaia di denunce relative a presunti traditori e cospiratori. La sorveglianza rivoluzionaria realizzata dai sanculotti era un elemento indispensabile al funzionamento della politica del Terrore; quando venne abolita dalla Convenzione, i sanculotti si trovarono privi del club dei Giacobini, disarmati, schedati e sotto osservazione da parte di una polizia che li aveva largamente infiltrati e dovettero rinunciare al proprio potere di pressione. Da allora in poi la Repubblica non sarebbe stata più salvata né diretta dalla loro collera, ma dall'azione dei militari.
Nel 1794, con la caduta di Robespierre, i sanculotti persero il proprio ruolo politico e il potere connesso. L'ultima fiammata rivoluzionaria dei sanculotti fu rappresentata dall'insurrezione del 12 germinale anno III e quella del 1° pratile, represse dalla Convenzione termidoriana.